# Alnö distrikt
Alnö distrikt är ett distrikt i Sundsvalls kommun och Västernorrlands län. Distriktet omfattar Alnön och kringliggande öar i östra Medelpad. För ortens historia, se Alnön.

## Tidigare administrativ tillhörighet
Distriktet inrättades 2016 och utgörs av den tidigare Alnö socken. Området hade status som Alnö landskommun åren 1863 till 1964. Det ingick i Sundsvalls stad mellan 1965 och 1970, och därefter i Sundsvalls kommun.
Området motsvarar den omfattning Alnö församling hade 1999/2000.

## Tätorter och småorter
I Alnö distrikt finns fyra tätorter och fyra småorter.

### Tätorter
- Hartungviken
- Hovid
- Vi
- Ås, Slädaviken och Bullås

### Småorter
- Grönviken
- Hörningsholm
- Krokviken
- Krokviksberget